# Felix Brouwers

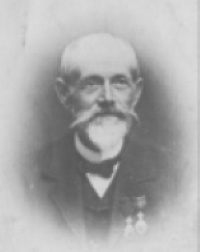
Felix Brouwers

Felix Brouwers (Onze-Lieve-Vrouw-Waver, 21 juli 1844 - aldaar, 12 januari 1917) was een Vlaamse pionier in de land- en tuinbouw. Hij speelde een voortrekkersrol in Onze-Lieve-Vrouw-Waver, waar hij de eerste serre in 1896 bouwde.

## Levensloop
Brouwers was het zesde kind van een landbouwer bijgenaamd de "osseboer", uit Boterhoek, even buiten het dorp Onze-Lieve-Vrouw-Waver. Gedurende zijn lagere schooljaren was hij steeds de primus van de klas: Brouwers bleek zeer begaafd.
Brouwers zag reeds op vroege leeftijd dat de oude werkwijzen op het boerenbedrijfje van zijn ouders onvoldoende renderend waren en dat daarom naar nieuwe werkwijzen gezocht moest worden. Hij zou zich specialiseren in de moes- en fruitboomteelt.

Daartoe volgde hij in de periode 1870-1871 op zondagochtenden lessen in de Kruidtuin te Mechelen om zich te vervolmaken in de richting van zijn vooropgezet doel. Brouwers kreeg er onder meer les van Louis Fuchs (1818-1902), die bekend stond om zijn tuinontwerpen, zoals de herinrichting van de kruidtuin van Pitzemburg. Brouwers zou de opgedane kennis onder meer in 1910-1911 in praktijk brengen door de aanleg van een Engelse tuin voor de Ursulinenklooster van Onze-Lieve-Vrouw-Waver.

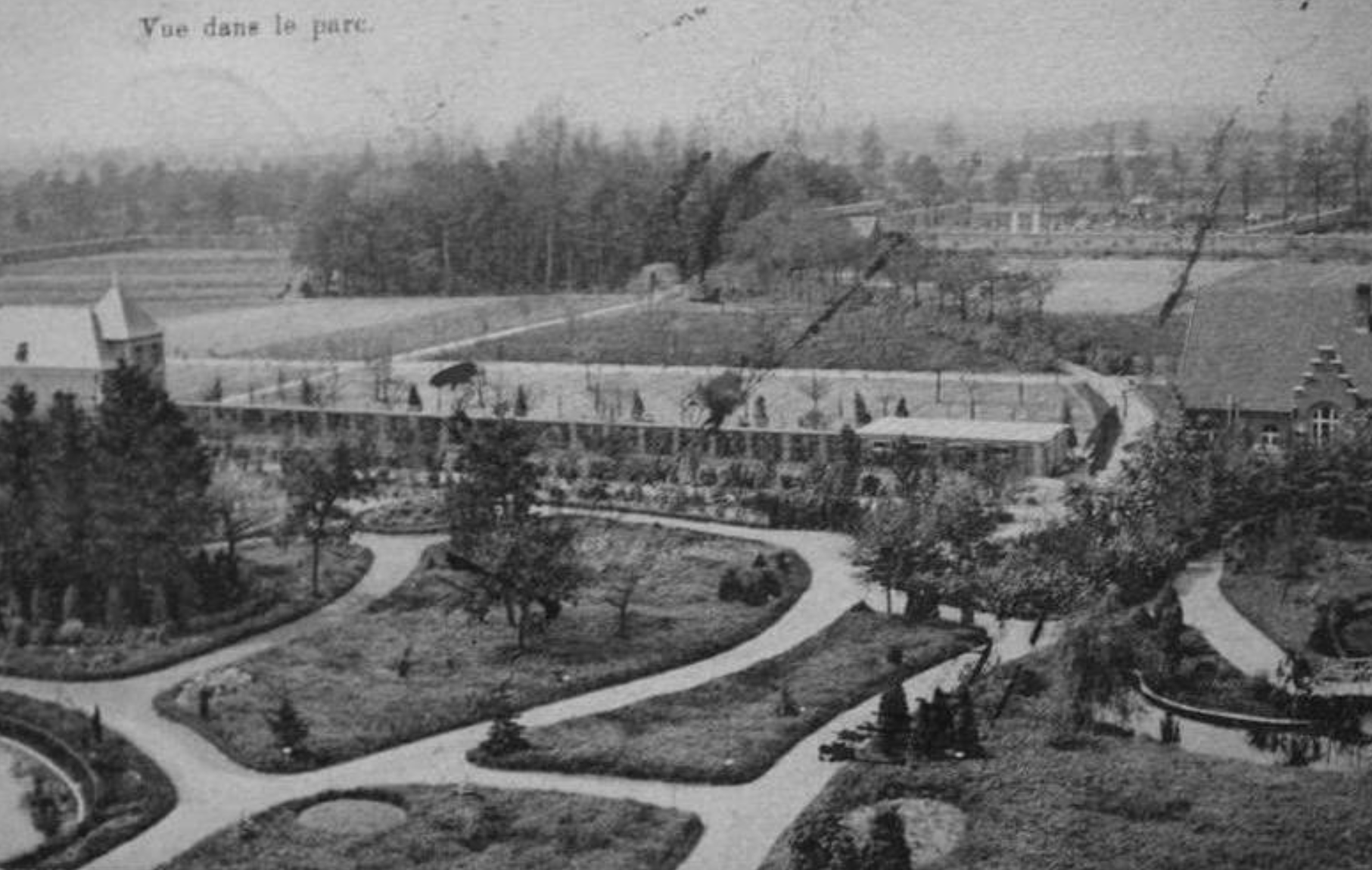
De Engelse tuin van het Sint Ursula Instituut (ca. 1911)

Brouwers behaalde het diploma in een jaar tijd, hetgeen van zijn hoge begaafdheid getuigde: het werd normaal gesproken uitsluitend toegekend aan studenten die regelmatig de daglessen volgden aan de Tuinbouwschool te Vilvoorde. Het diploma gaf hem tevens het recht van leraarschap in de moes- en fruitboomteelt.
In 1872 trouwde Brouwers met Angelina Serneels.
In 1885 werd hij benoemd tot docent in de gemeenten Bornem, Duffel en Temse. Hij zou voor verscheidene landbouwverenigingen voordrachten houden, onder andere bij Eendragt en Landbouw in Sint-Katelijne-Waver. Hij deed dit als vervanger voor een leerkracht van de Mechelse Kruidtuin. In Bornem en Duffel werd hij zelfs vaste docent.
Hij zette zijn theoretische kennis zelf in praktijk om en gaf de eerste aanzet om over te schakelen naar de beter opbrengende tuinbouw.
Toen het huis in het dorp in 1893 te klein was geworden nam hij een boerderij met 10 hectare land op de Dijk in Onze-Lieve-Vrouwe-Waver over van de kostgangster van de Zusters van Liefde te Antwerpen.
Op deze Hoeve bouwde Brouwers in 1896 de allereerste serre. Hij voerde hier de tomaten- en bloemkolenkweek in en zette de eerste serre van 60 bij 7 meter breedte en voor de helft voorzien van een verwarming. Later verbouwde hij ook tomaten, bonen, erwten en bloemkool. Aan het eind van de negentiende eeuw stond Brouwers aangeschreven als de tomatenteler van Onze-Lieve-Vrouwe-Waver, zoals de families Van den Eynde en Van Slagmolen dat waren in Sint Katelijne Waver, en Louis Sels te Duffel.
Maar Brouwers zou zich niet louter toeleggen op de kasbouw. Zijn bedrijf was toch allereerst een vollegrondsbedrijf, terwijl hij zich ook bezighield met druiventeelt, fruitteelt en een vorm van bloementeelt (hij was met name succesvol met de kweek van een nieuwe rozensoort). Zijn serrebestand was daarom niet te vergelijken met dat van de andere genoemde bedrijven die zich toch vooral op de kasbouw hadden gespecialiseerd.
Brouwers is op 12 januari 1917 overleden en begraven op begraafplaats Onze-Lieve-Vrouw-Waver.

## Pionierswerk
Brouwers heeft de wisselbouw ontwikkeld in een tijd dat dit concept nog niet algemeen bekend was. Hij hield hierbij ook rekening met de oriëntatie van grondvlaktes ten opzichte van de zon.
Brouwers zocht naar de meest rendabele groentes om te telen in de vorm van tuinbouw. Hij toonde aan dat hiermee de opbrengst van landbouwers geëvenaard kon worden. Dit was een van de belangrijkste redenen waarom de streek ten noorden van Mechelen zou overschakelen van land- op tuinbouw: Meer mensen konden op een kleinere oppervlakte hun kost verdienen.

## De Engelse tuin van het Sint Ursula Instituut

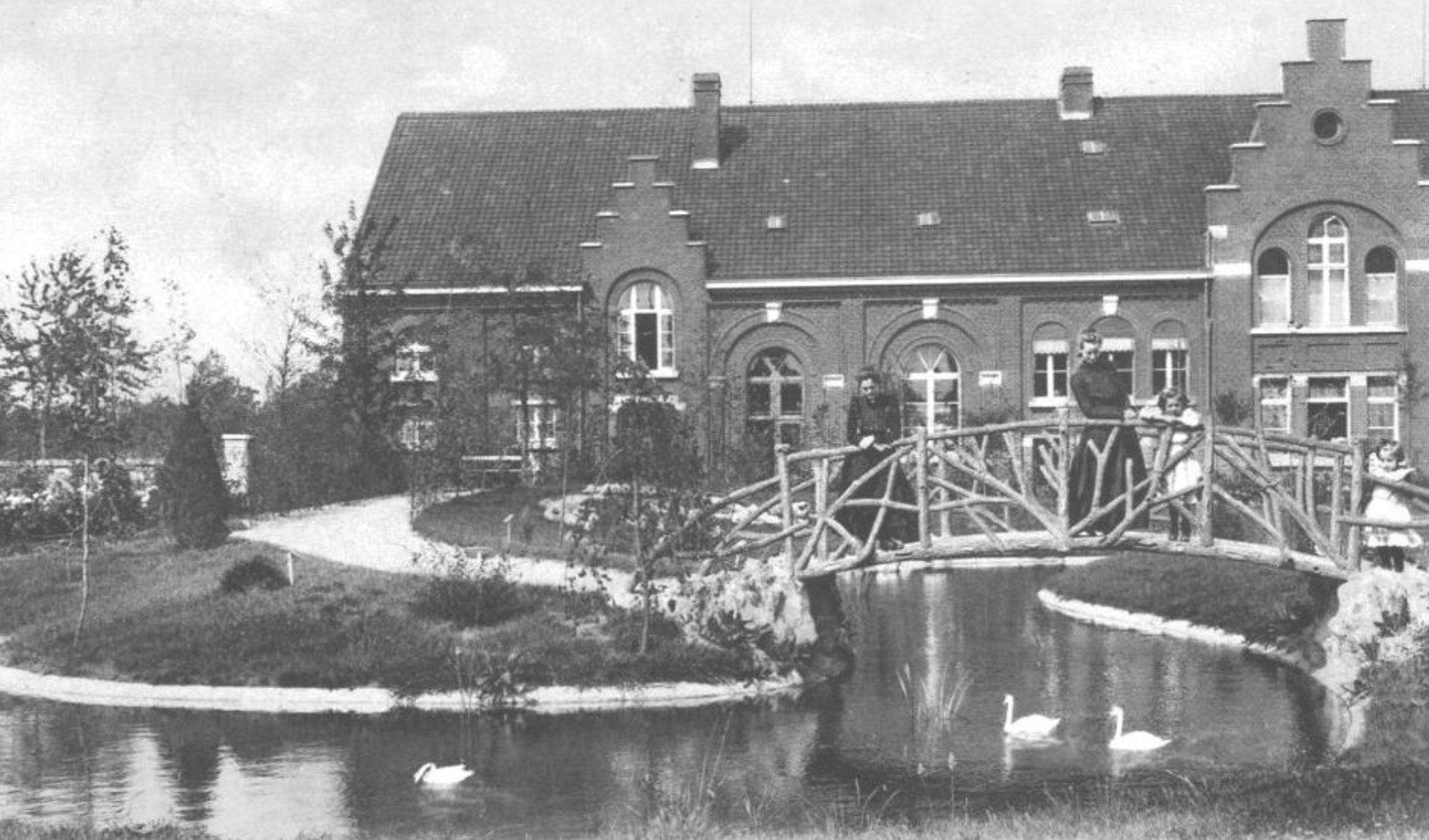
De niet meer bestaande brug in de Engelse tuin.

Het park dat onmiddellijk aansluit op de gebouwen van de school en het klooster van de zusters ursulinen (opgericht in 1841) te Onze-Lieve-Vrouw-Waver is een zeldzame getuige van de park- en groenaanleg binnen het typisch negentiende-eeuwse opvoedingsconcept van het meisjespensionaat.
In de periode van 1910 tot 1911 werd de aanleg van dit park onder leiding van Brouwers sterk verbeterd en verfraaid. Het werd omgevormd tot een landschappelijk Engelse tuin met kronkelende paden en twee (nog bestaande) vijvers, een zwanenvijver met een uitgewerkt houten eendenhok (inmiddels verplaatst naar elders) en één met een rustiek bruggetje (gesloopt). Men wandelde en rustte uit in de schaduw bij een van de objecten in rotswerk, cementrustiek, of vijver.
Het wandelpark functioneerde ook als didactische tuin voor de leerlingen. Grasvelden van siergras en bloemperken met laagbloeiers of bodembedekkers werden afgewisseld met middelhoge sierstruiken en bloemen tussen hoge bomen. De sierstruiken omvatten zowel vroeg- als laatbloeiers. Onder de bomen bevonden zich zowel inheemse als uitheemse soorten. Alles werd geduid met educatieve bordjes, hetgeen anno 2014 nog altijd het geval is. Het concept sloot daarmee aan bij het in het instituut gegeven onderwijs in land- en tuinbouw. Dit onderwijs stond in die tijd als vernieuwend te boek.

## Het handboek over moesteelt

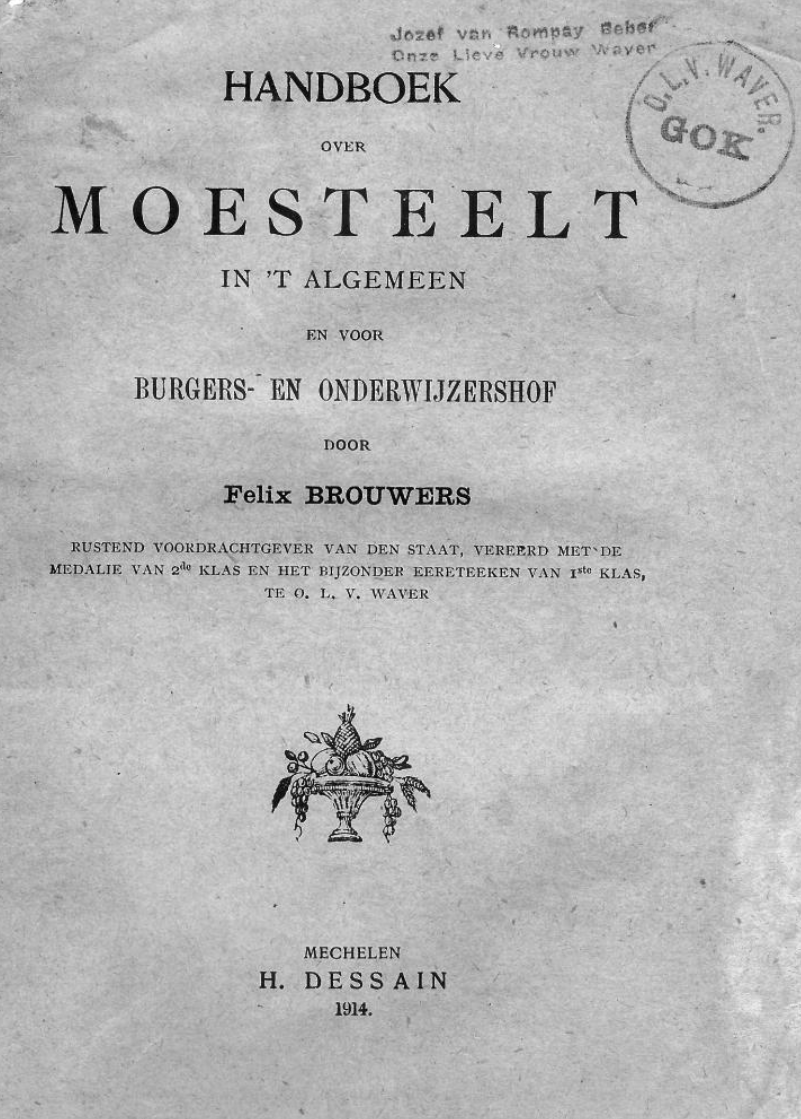
Omslag handboek (1914)

Brouwers deed mee aan de prijsvraag "Hoe zou men het best een terrein met een omvang van bijna 1 ha kunnen gebruiken om een goed bedrijf te exploiteren, met inbegrip van een huis dat op het terrein voorzien moet worden?"
Brouwers' inzending was succesvol, maar zijn pragmatische benadering zou het af hebben moeten leggen tegen een wetenschappelijkere benadering en haalde daardoor "slechts" de tweede prijs. Hieruit volgde echter zijn toendertijd invloedrijke Handboek over de moesteelt in 't algemeen en voor burgers en onderwijzershof. Het ontwerp dat hij in dit boek besprak geeft een goed beeld van hoe men toendertijd dacht over een tuinbouwbedrijf.

## Erkenningen
Brouwers won vele prijzen met zijn producten en land- en tuinbouwmethoden. Enkelen hiervan zijn de volgende:
- 1892: Medaille "vermeil encadrée";[18]
- 1914: Tweede prijs voor een prijsvraag waaruit het handboek over de moesteelt voortkwam.[6]

Door het staatsbestuur is aan Brouwers toegekend;
- Een burgerlijke medaille van tweede klas, respectievelijk;
- Een ereteken van eerste klas.

Personen: Alfons Van den Eynde · Pelagie Waeyenbergh · Felix Brouwers · Werktuigen: Ezel · Kat · Mechelse spade · Methoden: Gewente · Organisaties en bedrijven: 't Grom · Marie Thumas · Plaatsen: Sint-Katelijne-Waver · Mechelen · Onze-Lieve-Vrouw-Waver · Duffel · Walem · Monumenten: Midzeelhoeve